# Dahme/Mark
 (août 2023).
Si vous disposez d'ouvrages ou d'articles de référence ou si vous connaissez des sites web de qualité traitant du thème abordé ici, merci de compléter l'article en donnant les références utiles à sa vérifiabilité et en les liant à la section « Notes et références ».
Pour les articles homonymes, voir Dahme.
Dahme/Mark est une ville située au sud de la région de Brandebourg en Allemagne.
La rivière Dahme traverse la cité.

## Personnalités liées à la ville
- Otto Unverdorben (1806-1873), chimiste né et mort à Dahme/Mark.
- Max Montua (1886-1945), général mort à Dahme/Mark.